# Teppichstripper

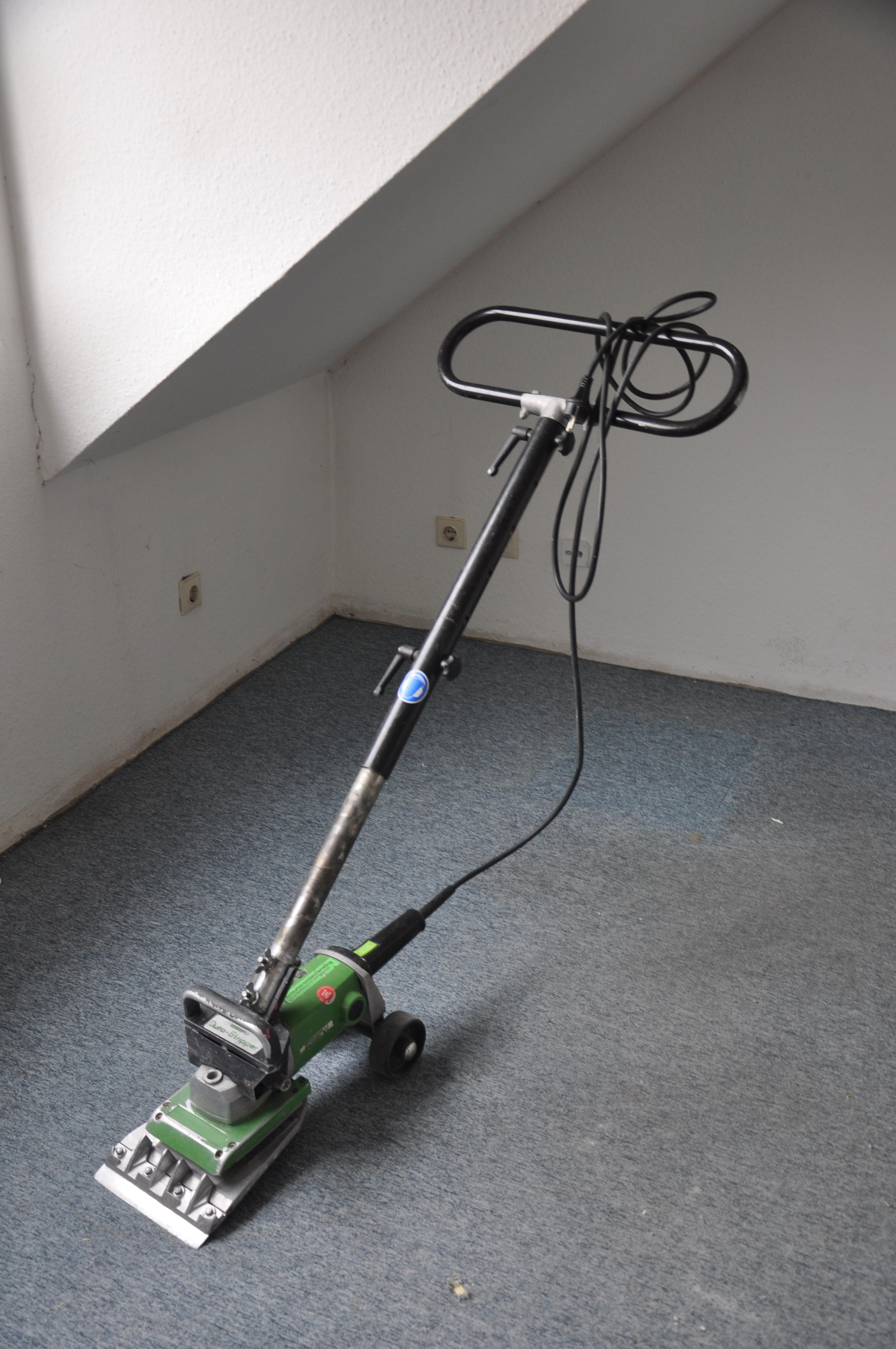
Teppichstripper als Großgerät

Ein Teppichstripper ist ein Gerät zum Lösen von verklebtem Teppich und zum Entfernen von Teppichklebstoff-Rückständen. Es handelt sich dabei um eine elektrisch motorisierte Spachtel, mit der die Rückstände abgeschabt werden können, ohne die darunterliegende Fußbodenschicht, meist Estrich, zu beschädigen.
Teppichstripper gibt es als Handstripper für kleine Flächen und als Großgeräte (bis zu 50 Kilogramm schwer), die im Stehen bedient werden. 

## Galerie

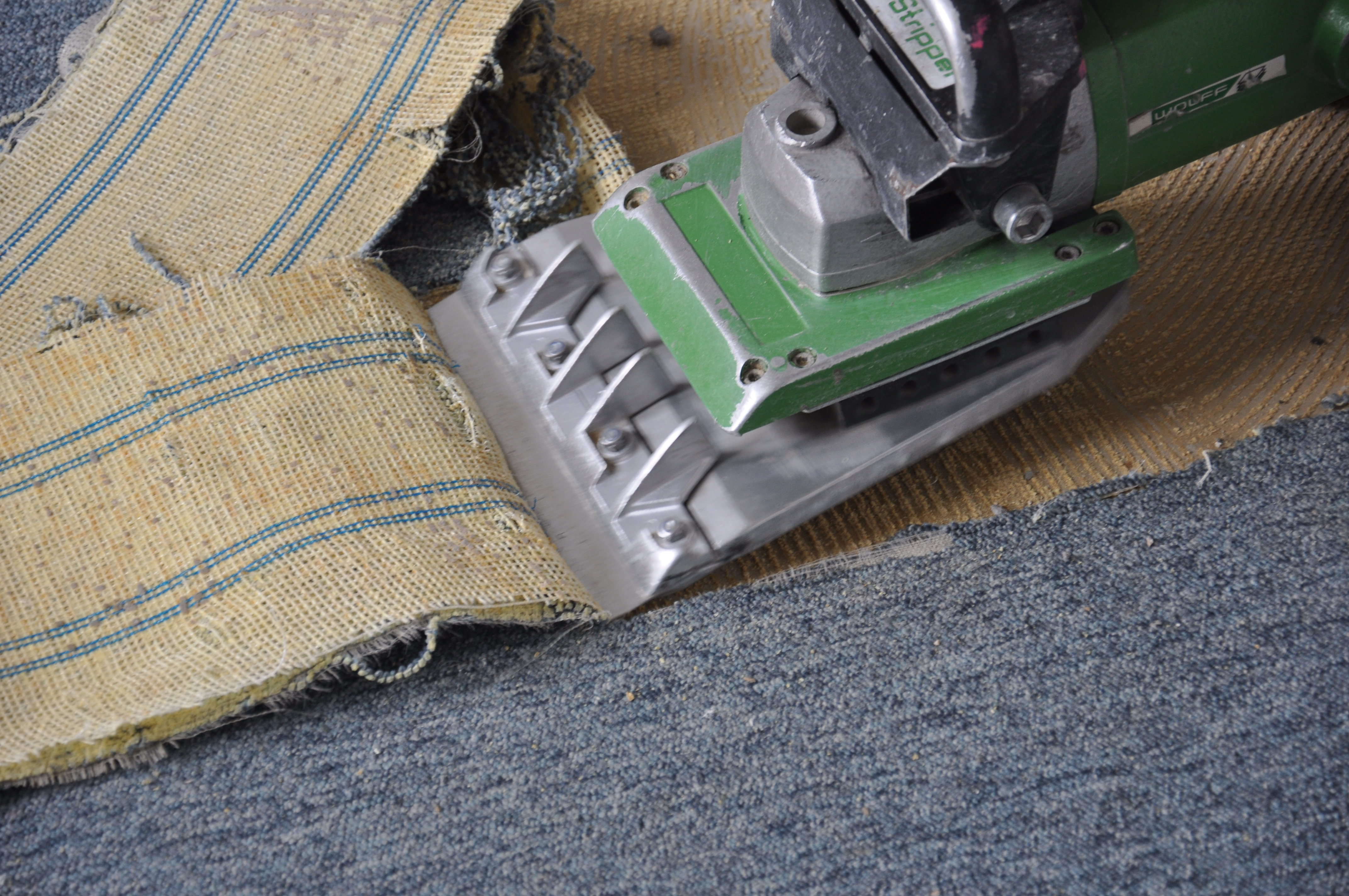
Scherklinge und abgetrennte Teppichbahn